# Euborellia plebeja
Euborellia plebeja är en tvestjärtart som först beskrevs av Carl August Dohrn 1863.  Euborellia plebeja ingår i släktet Euborellia och familjen Carcinophoridae. Inga underarter finns listade i Catalogue of Life.